# فایلیتسش
فایلیتسش (به آلمانی: Feilitzsch) یک شهر در آلمان است که در هوف واقع شده‌است. فایلیتسش ۲٬۸۷۲ نفر جمعیت دارد.